# 唐·麦克加恩
唐纳德·弗朗西斯·麦克加恩二世（英語：Donald Francis McGahn II，1968年6月16日—），通称唐·麦克加恩（英語：Don McGahn），為美國律師和政治人物，曾任白宮顧問和美國總統特朗普的助手，亦是前聯邦選舉委員會主席。

## 生平
麦克加恩在新澤西州長大，曾經短暫入讀美國海軍學院。在法律學院畢業後，麦克加恩到華盛頓特區工作。

## 政治生涯
1999年至2008年期間，麦克加恩改到共和黨全國眾議院委員會擔任顧問。2008年，總統小布殊提名麦克加恩出任聯邦選舉委員會主席，提名於同年六月獲參議院批准。外界稱麦克加恩在放鬆政治捐款規限中擔任重要的角色。麦克加恩在2013年9月辭任委員會委員。
2016年，麦克加恩支持特朗普並擔任其競選團隊顧問，特朗普勝出後獲任命為政權交接團隊顧問。特朗普宣誓就職後隨即擔任總統助手，並同時出任白宮法律顧問。
2018年8月，特朗普宣布麦克加恩將會在秋季離職。

## 家庭
其妻為財政部長姆欽的前顧問香农·麦克加恩（Shannon McGahn），二人育有兩兒。